# 佐藤洋介 (ダンサー)
佐藤 洋介（さとう ようすけ、1978年12月24日 - ）は、日本のプロダンサー。

## 経歴
14歳からマイケル・ジャクソンにあこがれ独学でダンスを始める。ディズニーランドのパレードダンサーを経て劇団四季に入団。「ジーザス・クライスト・スーパースター」「はだかの王様」「ライオン・キング」等に出演。

## 出演

### 舞台
- ミュージカル『ダンス オブ ヴァンパイア』（2025年5月、東京建物 Brillia HALL / 6月、御園座 / 7月、梅田芸術劇場 メインホール / 7月、博多座） - ヴァンパイア・ダンサー=伯爵の化身 役[2]